# High Dynamic Range Video
High Dynamic Range video (HDR video) je video s vyšším dynamickým rozsahem než má tzv. Standard Dynamic Range (SDR). Vysoký dynamický rozsah nabízí lepší obraz napříč displeji a rozdíl je rozeznatelný i bez dokonalého zraku.
Standardy kódování HDR využívají alespoň 10bitovou barevnou hloubku a pixely HDR kódují svítivost zachycenou z reálné scény s jasem vyšším než 100 cd/m2. HDR je schopno zachytit a zobrazit jasnější bílou a tmavší černou.

## Technologie

### Vývoj
První videozáznamy HDR v reálném čase byly vytvořeny v roce 1990 kombinací dvou kamer s různou expozicí. Inovátor této technologie byl Georges Cornuéjols.
První komerční kamera, která dokázala tvořit HDR obraz, byla představena v roce 1991 společností Hymatom.
HDR video se začalo rozšiřovat s příchodem druhého milénia. Mezi nejznámější společnosti, které vyvíjí digitální snímače schopné vyššího dynamického rozsahu, patří například RED a Arri. HDR bylo u těchto společností zavedeno kolem roku 2010. Jako zajímavost lze uvést, že většina současných produkcí HDR je natáčena pomocí digitálních kamer Arri.
Využití HDR technologie můžeme zajisté pozorovat u současných filmů. Především u speciálních efektů, které kombinují reálné a uměle vytvořené záběry (CGI).

### Zobrazení
Počátkem roku 2015 byly na veletrhu CES různými výrobci vůbec poprvé představeny displeje s podporou HDR. Od té doby služby Amazon Prime Video (HDR10), Apple TV+ (Dolby Vision) a Netflix (HDR10 a Dolby Vision) začaly postupně nabízet vybraný obsah také v HDR verzi. YouTube uvedl podporu HDR v listopadu 2016.

### Produkce
V současné době existují dvě různé metody přenosu video obsahu HDR, které byly certifikovány pro formát Ultra HD Blu-ray (uveden v roce 2015). Aby bylo možné přehrávat HDR10, musí být televizory Ultra HD vybaveny rozhraním HDMI 2.0a nebo DisplayPortem 1.4.
Society of Motion Picture and Television Engineers (SMPTE) vytvořila standardy pro dynamická metadata. Vše je obsaženo v dokumentu: SMPTE ST 2094 nebo Dynamic Metadata for Color Volume Transform (DMCVT). Dokument zahrnuje čtyři aplikace společností Dolby, Philips, Samsung a Technicolor.

## Standardy

### Perceptual quantizer
Perceptual Quantizer (PQ) je přenosová funkce, která byla definována společností Dolby Laboratories a byla standardizována jako SMPTE ST 2084. PQ je nová funkce EOTF (Electro-Optical Transfer Function) pro distribuci HDR a je zároveň standardem zahrnující efektivnější způsob, jak HDR prezentovat.

### Hybrid Log-Gamma
Hybrid Log-Gamma (HLG) je standard HDR, který byl vyvinut během společného projektu mezi BBC a NHK. HLG je řešení HDR, které se používá v oblasti televizního vysílání. Kombinuje videa se standardním dynamickým rozsahem (SDR) a s vysokým dynamickým rozsahem (HDR) do zdroje, který mohou televizory kompatibilní s HLG dekódovat a HDR zobrazit, zatímco nekompatibilní zařízení zobrazí pouze obraz se standardním dynamickým rozsahem (SDR).

### HDR10
HDR10 Media Profile nebo zkráceně HDR10, je rozšířením dynamické úrovně videa s 10bitovou barevnou hloubkou v barevném prostoru Rec. 2020. Interpretaci obrazových informací provádí výstupní zařízení. V závislosti na nastavení a možnostech zobrazení se zobrazený výsledek může výrazně lišit od ostatních. SMPTE ST-2084 (PQ) odešle barevnou kalibraci hlavního displeje použitého jako statická metadata SMPTE ST-2086 do výstupního zařízení. Jedná se o otevřený standard podporovaný velkým počtem výrobců.

#### Technické parametry:
Jas: od 400 cd/m²
Tónování: pro celý film

### HDR10+
HDR10+ nebo také HDR10 Plus bylo veřejnosti představeno v dubnu 2017 společností Samsung a poskytovatelem video služeb Amazon Prime Video. Jedná se o otevřený standard bez licenčních poplatků. HDR10+ je technologie HDR, která přidává dynamická metadata ke statickým metadatům předchozího standardu HDR10.
V roce 2017 bylo oznámeno, že filmová produkční společnost 20th Century Fox a společnost Panasonic budou HDR10+ podporovat. Společně se společností Samsung vytvořili HDR10+ alianci.

#### Technické parametry:
Jas: od 1000 cd/m²
Tónování: pro jednotlivou scénu

### Dolby Vision
Dolby Vision je standard poskytující vysoký dynamický rozsah (HDR) a široký barevný gamutový obsah. V současné době existuje ve dvou verzích. Jedna verze je pro distribuci do TV (Dolby Vision Home) a druhá pro distribuci do kin (Dolby Vision Cinema). Dolby Vision používá k distribuci EOTF SMPTE 2084 (PQ). Využívá i dynamická metadata (SMPTE ST 2094), aby byl výstup kompatibilní s displeji SDR. Pokud jde o jas, Dolby Vision je specifikováno od 0 do 10 000 nitů. Na rozdíl od HDR10+ je u Dolby Vision výrobce zařízení povinen platit licenční poplatky.

#### Technické parametry:
Jas: od 1000 cd/m²
Tónování: pro jednotlivou scénu

### DisplayHDR
DisplayHDR je standard od společnosti VESA, jehož cílem bylo přidat ke standardu HDR10 další parametry, jako je maximální svit černé barvy, odezvy, rozsahu barev a podsvětlení. Dále pak jas, barevný gamut, bitová hloubka. Tato certifikace je také založena na principu opensource.

#### Technické parametry:
| Název standardu označující minimální hodnotu jasu při osvětlení na maximum | Rozsah barev | Typická technologie stmívání | Maximální jas černého podsvícení | Maximální prodleva při úpravě podsvícení |
| -------------------------------------------------------------------------- | ------------ | ---------------------------- | -------------------------------- | ---------------------------------------- |
| 400 cd/m2                                                                  | sRGB         | Úroveň obrazovky             | 0.4 cd/m2                        | 8                                        |
| 500 cd/m2                                                                  | WCG*         | Úroveň zóny                  | 0.1 cd/m2                        | 8                                        |
| 600 cd/m2                                                                  | WCG*         | Úroveň zóny                  | 0.1 cd/m2                        | 8                                        |
| 1000 cd/m2                                                                 | WCG*         | Úroveň zóny                  | 0.05 cd/m2                       | 8                                        |
| 1400 cd/m2                                                                 | WCG*         | Úroveň zóny                  | 0.02 cd/m2                       | 8                                        |
| True Black 400 cd/m2                                                       | WCG*         | Úroveň pixelu                | 0.0005 cd/m2                     | 2                                        |
| True Black 500 cd/m2                                                       | WCG*         | Úroveň pixelu                | 0.0005 cd/m2                     | 2                                        |
| True Black 600 cd/m2                                                       | WCG*         | Úroveň pixelu                | 0.0005 cd/m2                     | 2                                        |